# USK Praha
USK Praha (celým názvem: Univerzitní sportovní klub Praha) je český basketbalový klub, který sídlí v pražských Vinohradech. Od sezóny 1993 působí v české nejvyšší basketbalové soutěži, známé pod sponzorským názvem Kooperativa NBL. Od svého založení klub nikdy nesestoupil z nejvyšší soutěže. Klubové barvy jsou modrá a bílá.
Historie účasti klubu v nejvyšší basketbalové soutěži (dlouhou dobu československé) začíná v roce 1953, kdy klub postoupil do první ligy pod názvem Slavia ITVS. Později nesl klub také jméno Slavia VŠ Praha a dnešní USK Praha, někdy doplněné o jméno hlavního sponzora, jak se v České republice stalo po roce 1989 postupně zvykem (například USK Erpet Praha). V roce 2000 USK Praha vyhrála titul Mistra ligy. Trenérem byl Milan Šedivý, asistent trenéra Jiří Svoboda. Klub získal celkem čtrnáctkrát mistrovský titul (naposledy v sezóně 2000/01) a dvanáctkrát druhé místo.
Své domácí zápasy odehrává ve sportovní hale Folimanka s kapacitou 1 300 diváků.

## Historie

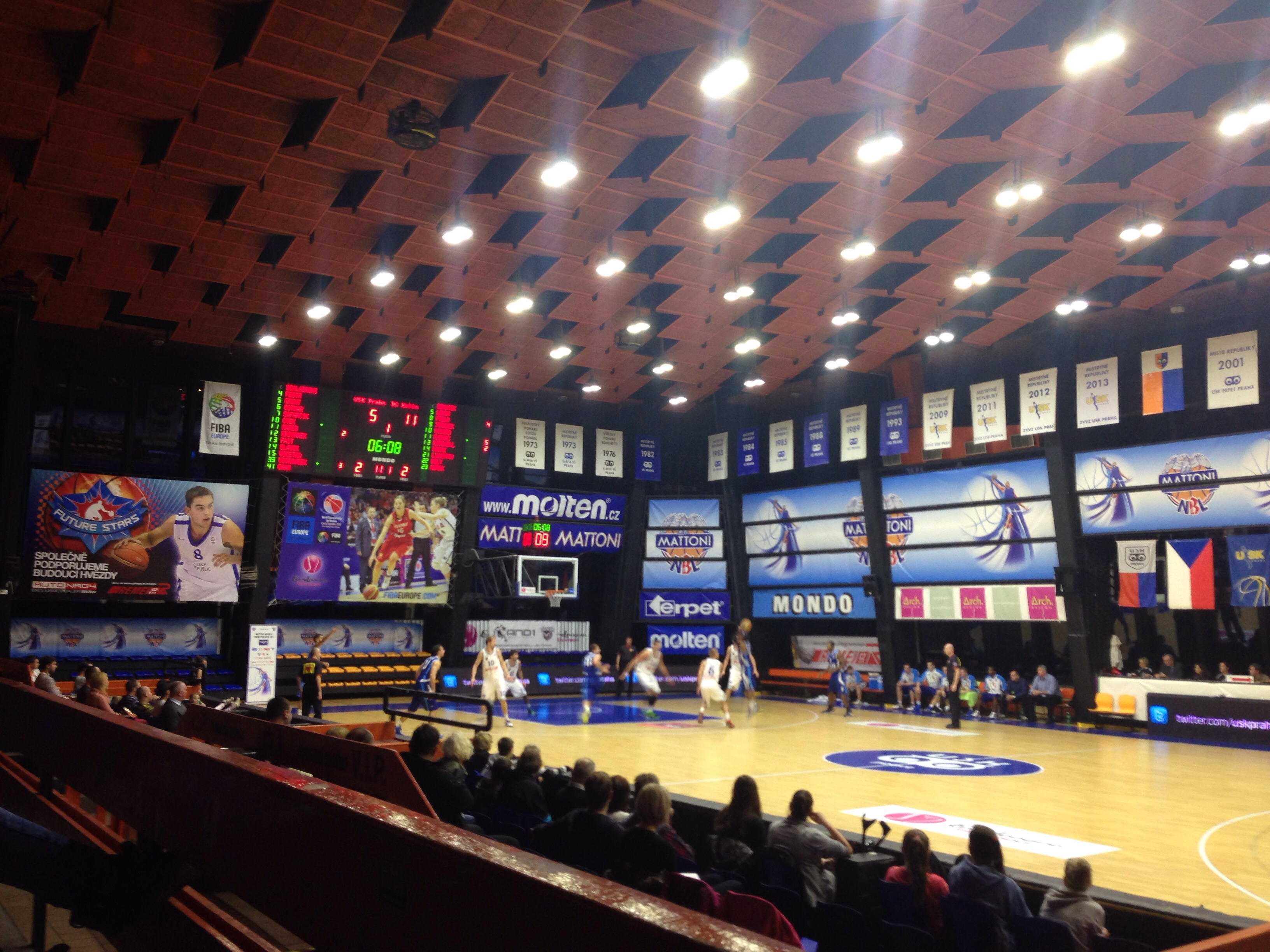
USK Praha v domácí hale Folimanka (2013)

Historie USK Praha sahá do roku 1953, kdy pod jménem Slavia ITVS basketbalové družstvo mužů s trenérem L. Dobrým vstoupilo v ročníku 1953/54 poprvé do 1. československé ligy. Později se změnil název klubu, nejprve na Slavia VŠ Praha a poté na USK Praha, přičemž v některých letech družstvo v názvu neslo i jméno hlavního sponzora (Autoškoda, Trident, Erpet). Jedna věc se však nezměnila: účast v nejvyšší československé či české soutěži. Družstvo USK Praha v ročníku 2002/03 Mattoni NBL dovršilo 50 let nepřetržité prvoligové příslušnosti. USK prozatím získala 14 mistrovských titulů a 12 stříbrných medailí. Trenéři J. Šíp, N. Ordnung, E. Velenský, F. Rón a M. Šedivý přivedli družstvo k titulu v různých historických etapách počínaje rokem 1964/65 (J. Šíp) a konče sezónou 2000/01 (M. Šedivý).
USK Praha je jedním z nejúspěšnějších českých týmů na mezinárodní úrovni. USK Praha je jediným českým klubem, kterému se podařilo vyhrát jeden z evropských pohárů: Pohár vítězů pohárů. Ve finále ve Vídni v roce 1969 tehdejší Slavia VŠ Praha porazila mistra SSSR Dinamo Tbilisi 80 : 74.
Sezóna 1968/69 byla vůbec nejúspěšnější v historii klubu, kdy se podařilo vyhrát evropský PVP, domácí první ligu, Československý pohár a 8 hráčů bylo v reprezentaci, která v roce 1969 pod vedením trenéra Slavie VŠ N. Ordnunga získala bronzovou medaili na ME v italské Neapoli. V roce 1968 prohrála Slavie VŠ ve finále PVP v Athénách s AEK Athény v utkání před 80 000 diváky, ve kterém byl dosažen dosud platný světový rekord v návštěvnosti basketbalových utkání. Při své premiéře v PMEZ v roce 1966 prohráli vysokoškoláci až ve finále v Bologni s italským Simmenthalem Milán 72 : 77, což byl do té doby nejlepší výsledek hostujícího celku.
První mistrovský titul v československé lize získali vysokoškoláci v sezóně 1964/65 pod vedením J. Šípa. Historicky nejúspěšnější etapa klubu byla v šedesátých a na počátku sedmdesátých let, období 1962/63–1973/74, kdy klub získal 7 mistrovských titulů a 5 druhých míst pod vedením trenérů N. Ordnunga, J. Šípa, Baumruka a E. Velenského. Dva mistrovské tituly ze sezón 1980/81 a 1981/82 získala Slavie pod vedením trenérů J. Šípa a N. Ordnunga.
Úspěšná historie pak pokračovala i v devadesátých letech, kdy vysokoškoláci pod vedením F. Róna získali opět dva mistrovské tituly v sezónách 1990/91 a 1991/92. Na přelomu tisíciletí pak USK Praha získala první mistrovský titul samostatné ČR v sezóně 1999/00 (trenér: M. Šedivý) a toto vedoucí postavení v českém mužském basketbalu se podařilo obhájit i v následující sezóně 2000/01 (trenér: M. Šedivý), kdy USK Praha získala svůj 14 mistrovský titul v československé a následně v české 1. lize.

## Historické názvy
Zdroj: 
- 1953 – Slavia ITVS Praha (Slavia Institut tělesné výchovy a sportu Praha)
- 1960 – Slavia VŠ Praha (Slavia Vysoké školy Praha)
- 1991 – USK Praha (Univerzitní sportovní klub Praha)
- 1995 – USK Trident Praha (Univerzitní sportovní klub Trident Praha)
- 1996 – USK Erpet Praha (Univerzitní sportovní klub Erpet Praha)
- 2001 – USK Praha (Univerzitní sportovní klub Praha)

## Získané trofeje

### Vyhrané domácí soutěže
- Československá basketbalová liga / Národní basketbalová liga ( 14× )
  - 1964/65, 1965/66, 1968/69, 1969/70, 1970/71, 1971/72, 1973/74, 1980/81, 1981/82, 1990/91, 1991/92, 1993, 1999/00, 2000/01

### Vyhrané mezinárodní soutěže
- Pohár vítězů pohárů ( 1× )
  - 1968/69

## Soupiska sezóny 2018/2019
Zdroj: 
| Číslo | Stát   | Hráč             | Ročník | Výška  | Příchod z                |
| 5     | Česko  | Marek Mareš      | 1996   | 183 cm | USK Praha – mládež       |
| 8     | Česko  | Ondřej Sehnal    | 1997   | 183 cm | USK Praha – mládež       |
| 9     | Česko  | Vilém Svoboda    | 1995   | 195 cm | Sokol Vyšehrad           |
| 11    | Česko  | Michal Mareš     | 1992   | 193 cm | USK Praha – mládež       |
| 12    | Česko  | Jan Křivánek     | 1994   | 203 cm | USK Praha – mládež       |
| 15    | Česko  | Jan Štěrba       | 1995   | 195 cm | TJ Tesla Pardubice       |
| 19    | Česko  | Filip Petružela  | 1997   | 205 cm | USK Praha – mládež       |
| 24    | Finsko | Alexander Madsen | 1995   | 207 cm | Kouvolan Kouvot (Finsko) |

## Umístění v jednotlivých sezonách

### Domácí soutěže
Zdroj: 
Legenda: ZČ – základní část, červené podbarvení – sestup, zelené podbarvení – postup, fialové podbarvení – reorganizace, změna skupiny či soutěže
| Československo (1953 – 1993) |                   |           |                 |                    |                          |
| Sezóna                       | Název v ročníku   | Úroveň    | Soutěž          | ZČ                 | Play-off                 |
| 1953/54                      | Slavia ITVS Praha | 1. úroveň | Přebor ČSR      | 6. místo           |                          |
| 1954/55                      | Slavia ITVS Praha | 1. úroveň | Přebor ČSR      | 6. místo           |                          |
| 1955/56                      | Slavia ITVS Praha | 1. úroveň | 1. liga         | 6. místo           |                          |
| 1956/57                      | Slavia ITVS Praha | 1. úroveň | 1. liga         | 4. místo           |                          |
| 1957/58                      | Slavia ITVS Praha | 1. úroveň | 1. liga         | 5. místo           |                          |
| 1958/59                      | Slavia ITVS Praha | 1. úroveň | 1. liga         | 5. místo           |                          |
| 1959/60                      | Slavia ITVS Praha | 1. úroveň | 1. liga         | 5. místo           |                          |
| 1960/61                      | Slavia VŠ Praha   | 1. úroveň | 1. liga         | 4. místo           |                          |
| 1961/62                      | Slavia VŠ Praha   | 1. úroveň | 1. liga         | 5. místo           |                          |
| 1962/63                      | Slavia VŠ Praha   | 1. úroveň | 1. liga         | 2. místo           |                          |
| 1963/64                      | Slavia VŠ Praha   | 1. úroveň | 1. liga         | 2. místo           |                          |
| 1964/65                      | Slavia VŠ Praha   | 1. úroveň | 1. liga         | 1. místo           |                          |
| 1965/66                      | Slavia VŠ Praha   | 1. úroveň | 1. liga         | 1. místo           |                          |
| 1966/67                      | Slavia VŠ Praha   | 1. úroveň | 1. liga         | 2. místo           |                          |
| 1967/68                      | Slavia VŠ Praha   | 1. úroveň | 1. liga         | 2. místo           |                          |
| 1968/69                      | Slavia VŠ Praha   | 1. úroveň | 1. liga         | 1. místo           |                          |
| 1969/70                      | Slavia VŠ Praha   | 1. úroveň | 1. liga         | 1. místo           |                          |
| 1970/71                      | Slavia VŠ Praha   | 1. úroveň | 1. liga         | 1. místo           |                          |
| 1971/72                      | Slavia VŠ Praha   | 1. úroveň | 1. liga         | 1. místo           |                          |
| 1972/73                      | Slavia VŠ Praha   | 1. úroveň | 1. liga         | 2. místo           |                          |
| 1973/74                      | Slavia VŠ Praha   | 1. úroveň | 1. liga         | 1. místo           |                          |
| 1974/75                      | Slavia VŠ Praha   | 1. úroveň | 1. liga         | 3. místo           |                          |
| 1975/76                      | Slavia VŠ Praha   | 1. úroveň | 1. liga         | 2. místo           |                          |
| 1976/77                      | Slavia VŠ Praha   | 1. úroveň | 1. liga         | 2. místo           |                          |
| 1977/78                      | Slavia VŠ Praha   | 1. úroveň | 1. liga         | 3. místo           |                          |
| 1978/79                      | Slavia VŠ Praha   | 1. úroveň | 1. liga         | 4. místo           |                          |
| 1979/80                      | Slavia VŠ Praha   | 1. úroveň | 1. liga         | 4. místo           |                          |
| 1980/81                      | Slavia VŠ Praha   | 1. úroveň | 1. liga         | 1. místo           |                          |
| 1981/82                      | Slavia VŠ Praha   | 1. úroveň | 1. liga         | 1. místo           |                          |
| 1982/83                      | Slavia VŠ Praha   | 1. úroveň | 1. liga         | 6. místo           |                          |
| 1983/84                      | Slavia VŠ Praha   | 1. úroveň | 1. liga         | 6. místo           |                          |
| 1984/85                      | Slavia VŠ Praha   | 1. úroveň | 1. liga         | 9. místo           |                          |
| 1985/86                      | Slavia VŠ Praha   | 1. úroveň | 1. liga         | 10. místo          |                          |
| 1986/87                      | Slavia VŠ Praha   | 1. úroveň | 1. liga         | 8. místo           |                          |
| 1987/88                      | Slavia VŠ Praha   | 1. úroveň | 1. liga         | 3. místo           | Zápas o 3. místo (výhra) |
| 1988/89                      | Slavia VŠ Praha   | 1. úroveň | 1. liga         | 6. místo           |                          |
| 1989/90                      | Slavia VŠ Praha   | 1. úroveň | 1. liga         | 5. místo           |                          |
| 1990/91                      | Slavia VŠ Praha   | 1. úroveň | 1. liga         | 1. místo           | Vítěz                    |
| 1991/92                      | USK Praha         | 1. úroveň | 1. liga         | 1. místo           | Vítěz                    |
| 1992/93                      | USK Praha         | 1. úroveň | 1. liga         | 2. místo           |                          |
| Česko (1993 – )              |                   |           |                 |                    |                          |
| Sezóna                       | Název v ročníku   | Úroveň    | Soutěž          | ZČ                 | Play-off                 |
| 1993                         | USK Praha         | 1. úroveň | 1. liga (ČR)    | 1. místo           | Vítěz                    |
| 1993/94                      | USK Praha         | 1. úroveň | 1. liga         | 5. místo           | Zápas o 5. místo (výhra) |
| 1994/95                      | USK Praha         | 1. úroveň | 1. liga         | 2. místo           | Zápas o 3. místo (výhra) |
| 1995/96                      | USK Trident Praha | 1. úroveň | 1. liga         | 3. místo           | Finále                   |
| 1996/97                      | USK Erpet Praha   | 1. úroveň | 1. liga         | 2. místo           | Finále                   |
| 1997/98                      | USK Erpet Praha   | 1. úroveň | 1. liga         | 5. místo           | Zápas o 5. místo (výhra) |
| 1998/99                      | USK Erpet Praha   | 1. úroveň | Mattoni NBL     | 3. místo           | Finále                   |
| 1999/00                      | USK Erpet Praha   | 1. úroveň | Mattoni NBL     | 2. místo           | Vítěz                    |
| 2000/01                      | USK Erpet Praha   | 1. úroveň | Mattoni NBL     | 1. místo           | Vítěz                    |
| 2001/02                      | USK Praha         | 1. úroveň | Mattoni NBL     | 6. místo           | Čtvrtfinále              |
| 2002/03                      | USK Praha         | 1. úroveň | Mattoni NBL     | 8. místo           | Čtvrtfinále              |
| 2003/04                      | USK Praha         | 1. úroveň | Mattoni NBL     | 6. místo           | Čtvrtfinále              |
| 2004/05                      | USK Praha         | 1. úroveň | Mattoni NBL     | 10. místo          |                          |
| 2005/06                      | USK Praha         | 1. úroveň | Mattoni NBL     | 9. místo           |                          |
| 2006/07                      | USK Praha         | 1. úroveň | Mattoni NBL     | 9. místo           |                          |
| 2007/08                      | USK Praha         | 1. úroveň | Mattoni NBL     | 7. místo           | Čtvrtfinále              |
| 2008/09                      | USK Praha         | 1. úroveň | Mattoni NBL     | 8. místo           | Čtvrtfinále              |
| 2009/10                      | USK Praha         | 1. úroveň | Mattoni NBL     | 6. místo           | Čtvrtfinále              |
| 2010/11                      | USK Praha         | 1. úroveň | Mattoni NBL     | 9. místo           | Čtvrtfinále              |
| 2011/12                      | USK Praha         | 1. úroveň | Mattoni NBL     | 6. místo           | Čtvrtfinále              |
| 2012/13                      | USK Praha         | 1. úroveň | Mattoni NBL     | 8. místo           | Čtvrtfinále              |
| 2013/14                      | USK Praha         | 1. úroveň | Mattoni NBL     | 9. místo           |                          |
| 2014/15                      | USK Praha         | 1. úroveň | Kooperativa NBL | 11. místo          |                          |
| 2015/16                      | USK Praha         | 1. úroveň | Kooperativa NBL | 7. místo           | Čtvrtfinále              |
| 2016/17                      | USK Praha         | 1. úroveň | Kooperativa NBL | 4. místo           | Čtvrtfinále              |
| 2017/18                      | USK Praha         | 1. úroveň | Kooperativa NBL | 9. místo           | Play-out (1. místo)      |
| 2018/19                      | USK Praha         | 1. úroveň | Kooperativa NBL | 9. místo           | Čtvrtfinále              |
| 2019/20                      | USK Praha         | 1. úroveň | Kooperativa NBL | nedohráno covid 19 | nedohráno covid 19       |
| 2020/21                      | USK Praha         | 1. úroveň | Kooperativa NBL | 5. místo           | Čtvrtfinále              |
| 2021/22                      | USK Praha         | 1. úroveň | Kooperativa NBL | 7. místo           | Čtvrtfinále              |
| 2022/23                      | USK Praha         | 1. úroveň | Kooperativa NBL | 9. místo           |                          |

### Zahraniční soutěže
Zdroj: 
Legenda: ZČ – základní část, červené podbarvení – sestup, zelené podbarvení – postup, fialové podbarvení – reorganizace, změna skupiny či soutěže
| Evropa (2000 – ) |                 |                |                                  |                              |
| Sezóna           | Název v ročníku | Oblast         | Soutěž                           | Play-off                     |
| 2000/01          | USK Erpet Praha | Severní Evropa | North European Basketball League | Základní skupina (15. místo) |
| ...              |                 |                |                                  |                              |
| 2017/18          | USK Praha       | Střední Evropa | Alpe Adria Cup                   | Semifinále                   |
| 2018/19          | USK Praha       | Střední Evropa | Alpe Adria Cup                   | Čtvrtfinále                  |

## Účast v mezinárodních pohárech
Zdroj: 
| Výkonnostní úrovně |
| mezikontinentální úroveň – Interkontinentální pohár                                                                                                  |
| 1. výkonnostní úroveň – Pohár mistrů evropských zemí, FIBA SuproLeague, Euroliga                                                                     |
| 2. výkonnostní úroveň – Pohár vítězů pohárů, Saportův pohár, ULEB Eurocup                                                                            |
| 3. výkonnostní úroveň – Koračův pohár, FIBA EuroCup Challenge (2002–2003), FIBA EuroChallenge, FIBA Europe Cup (2015–2016), Basketbalová liga mistrů |
| 4. výkonnostní úroveň – FIBA EuroCup Challenge (od r. 2003), FIBA Europe Cup (od r. 2016)                                                            |

Legenda: EL – Euroliga, PMEZ – Pohár mistrů evropských zemí, IP – Interkontinentální pohár, FSL – FIBA SuproLeague, UEC – ULEB Eurocup, BLM – Basketbalová liga mistrů, FEC – FIBA Europe Cup, PVP – Pohár vítězů pohárů, SP – Saportův pohár, KP – Koračův pohár, FECH – FIBA EuroChallenge, FECCH – FIBA EuroCup Challenge
- PMEZ 1965/66 – Finále
- PMEZ 1966/67 – 3. místo
- IP 1967 – Předkolo
- PVP 1967/68 – Finále
- PVP 1968/69 – Vítěz
- PMEZ 1969/70 – Semifinále
- IP 1970 – Základní skupina (4. místo)
- PMEZ 1970/71 – Semifinále
- PMEZ 1971/72 – Čtvrtfinále, sk. B (3. místo)
- PMEZ 1972/73 – Čtvrtfinále, sk. B (4. místo)
- PMEZ 1974/75 – Čtvrtfinále, sk. A (6. místo)
- PVP 1975/76 – 2. kolo
- PVP 1976/77 – Čtvrtfinále, sk. A (4. místo)
- PVP 1977/78 – 2. kolo
- KP 1978/79 – Čtvrtfinále, sk. C (3. místo)
- KP 1980/81 – 2. kolo
- PMEZ 1981/82 – Čtvrtfinále, sk. C (2. místo)
- PMEZ 1982/83 – 1. kolo
- KP 1988/89 – 1. kolo
- EL 1991/92 – 1. kolo
- EL 1992/93 – 2. kolo
- SP 1992/93 – 3. kolo
- EL 1993/94 – 2. kolo
- SP 1993/94 – 3. kolo
- KP 1994/95 – 3. kolo
- KP 1995/96 – 1. kolo
- KP 1996/97 – 2. kolo, sk. A (3. místo)
- SP 1997/98 – Základní skupina F (6. místo)